# Изучая по опыту. Часть II
«Изучая по опыту. Часть II» (яп. 禍福　後篇: кафуку кохэн; англ. Learn from Experience, Part II) — японский чёрно-белый фильм-драма режиссёра Микио Нарусэ, вышедший на экран в 1937 году. Фильм снят по роману Кикути Кана. Главные роли исполнили популярные звёзды довоенного кино Японии Минору Такада и Такако Ириэ.    

## Сюжет
В продолжении рассказанной в первой части истории мы узнаём, что Тоёми беременна. И пока Синтаро и Юриэ находятся в продолжительном медовом месяце, Тоёми рожает от Синтаро его ребёнка, дочку, которую она назвала Киёко. В бедственном положении её поддерживает верная подруга Митико. Тоёми также получает значительную моральную поддержку не только от своей матери, но и от матери, братьев и сестры Синтаро. Ещё более удивительно, что соперница в любви, Юриэ, завязывает с ней своеобразную дружбу. Когда Юриэ узнаёт, что ребёнок от Синтаро, она убеждает Тоёми в том, что было бы лучше, если бы отец девочки (и она) вырастили Киёко, при этом Тоёми смогла бы начать достойную жизнь для себя. Со слезами на глазах Тоёми соглашается. Спустя некоторое время Митико посещает Тоёми и обнаруживает её на работе в качестве воспитательницы детского сада.

## В ролях
- Минору Такада — Синтаро Минагава
- Такако Ириэ — Тоёми Фунада
- Тиэко Такэхиса — Юриэ Маяма, невеста Синтаро
- Юмэко Айдзомэ — Митико Такидзава, подруга Тоёми
- Садао Маруяма — отец Синтаро
- Юрико Ханабуса — мать Синтаро
- Сэцуко Хорикоси — Сэцуко, сестра Синтаро
- Акира Убуката — Сёдзи, брат Синтаро
- Каору Ито — Масаскэ, младший брат Синтаро
- Ко Михаси — отец Тоёми
- Тосико Ито — мать Тоёми
- Ё Сиоми — отец Юриэ
- Рикиэ Сандзё — мать Юриэ
- Хэйхатиро Оокава — Тацуо Хаякава
- Дзэмпэй Сага — Ота
- Тидзуко Канда — подруга Тоёми
- Тамаэ Киёкава — госпожа Нарусава

## Премьеры
- — национальная премьера фильма состоялась 11 ноября 1937 года[1].